# Fall Grün
Fall Grün (pol. Wariant Zielony) – niemiecki plan wojny z Czechosłowacją.
Pierwsze szkice do owego planu powstały w roku 1937, zaś kształt planu cały czas się zmieniał, adaptowany do bieżących wydarzeń. Ostateczna wersja zakładała atak 28 września 1938, jednakże, w wyniku francuskiej i brytyjskiej polityki unikania wojny za wszelką cenę, wykonanie planu zostało odłożone, a po układzie monachijskim, koncepcja Fall Grün została zarzucona.